# Desa Tiparraya
Desa Tiparraya är en administrativ by i Indonesien.   Den ligger i provinsen Jawa Barat, i den västra delen av landet, 40 km väster om huvudstaden Jakarta.